# Francisco Gabica
Francisco Gabikagogeaskoa Ibarra, plus connu sous le nom de Francisco Gabica, né le 31 décembre 1937 à Ispaster en Biscaye et mort le 7 juillet 2014 à Bilbao aussi en Biscaye, est un coureur cycliste espagnol. Professionnel de 1962 à 1972, il a remporté une édition du Tour d'Espagne .

## Palmarès

### Palmarès année par année
- 1961
  - 1rea étape du Tour du Levant (contre-la-montre par équipes)
  - 5e étape du Grand Prix de la Bicicleta Eibarresa
  - 2e du Tour de l'Avenir
- 1962
  - Klasika Primavera
  - 2e de la Subida a La Reineta
  - 3e du GP Ayutamiento de Bilbao
  - 3e du Grand Prix de la Bicicleta Eibarresa
  - 5e du Tour d'Espagne
- 1963
  - 4e étape du GP Torrelavega
  - 5e du Tour d'Espagne
- 1964
  - Campeonato Vasco-Navarro de Montaña
  - 7e étape du Critérium du Dauphiné libéré
  - 3eb étape du Tour de France (contre-la-montre par équipes)
  - 3eb étape du Tour de Catalogne
  - 2e de la Subida a Arrate
  - 3e de la Subida a La Reineta
  - 3e du championnat d'Espagne des régions
  - 4e du Critérium du Dauphiné libéré
  - 9e du Tour d'Espagne
- 1965
  - 2e (contre-la-montre) et 6e étapes du Tour du Levant
  - 1re (contre-la-montre avec Valentín Uriona) et 5eb (contre-la-montre) étapes du Tour de Catalogne
  - GP Zumaia
  - 3e du Grand Prix de Biscaye
  - 6e du Tour d'Espagne
  - 9e du championnat du monde sur route
  - 10e du Tour de France
- 1966
  - Tour d'Espagne :
    -  Classement général
    - 15ea étape (contre-la-montre)

  - 1re étape du Critérium du Dauphiné libéré
  - 2e de la Subida a Urkiola
  - 3e du Critérium du Dauphiné libéré
  - 7e du Tour de France
  - 7e du Super Prestige Pernod
- 1967
  -  Champion d'Espagne des régions
  - 17e étape du Tour d'Italie
  - 8e du Tour d'Italie
- 1968
  -  Classement de la montagne du Tour d'Espagne
  - 7e étape du Tour de Catalogne
  - 3e du Grand Prix de la Bicicleta Eibarresa
  - 8e du Tour d'Italie
- 1969
  - 2e du Tour du Pays basque
- 1970
  - Prueba Villafranca de Ordizia

### Résultats sur les grands tours

#### Tour de France
6 participations
- 1963 : 14e
- 1964 : 13e, vainqueur de la 3eb étape (contre-la-montre par équipes)
- 1965 : 10e
- 1966 : 7e
- 1969 : 24e
- 1970 : 23e

#### Tour d'Espagne
11 participations
- 1961 : 30e
- 1962 : 5e
- 1963 : 5e
- 1964 : 9e
- 1965 : 6e
- 1966 :  Vainqueur du classement général, vainqueur de la 15ea étape (contre-la-montre),  maillot jaune pendant 4 jours
- 1967 : abandon (18e étape)
- 1968 : 13e,  vainqueur du classement de la montagne
- 1969 : 16e
- 1970 : 22e
- 1971 : 35e

#### Tour d'Italie
3 participations
- 1967 : 8e, vainqueur de la 17e étape
- 1968 : 8e[n 1]
- 1971 : 33e